# عمارة مدرسة تارنوفو الفنية

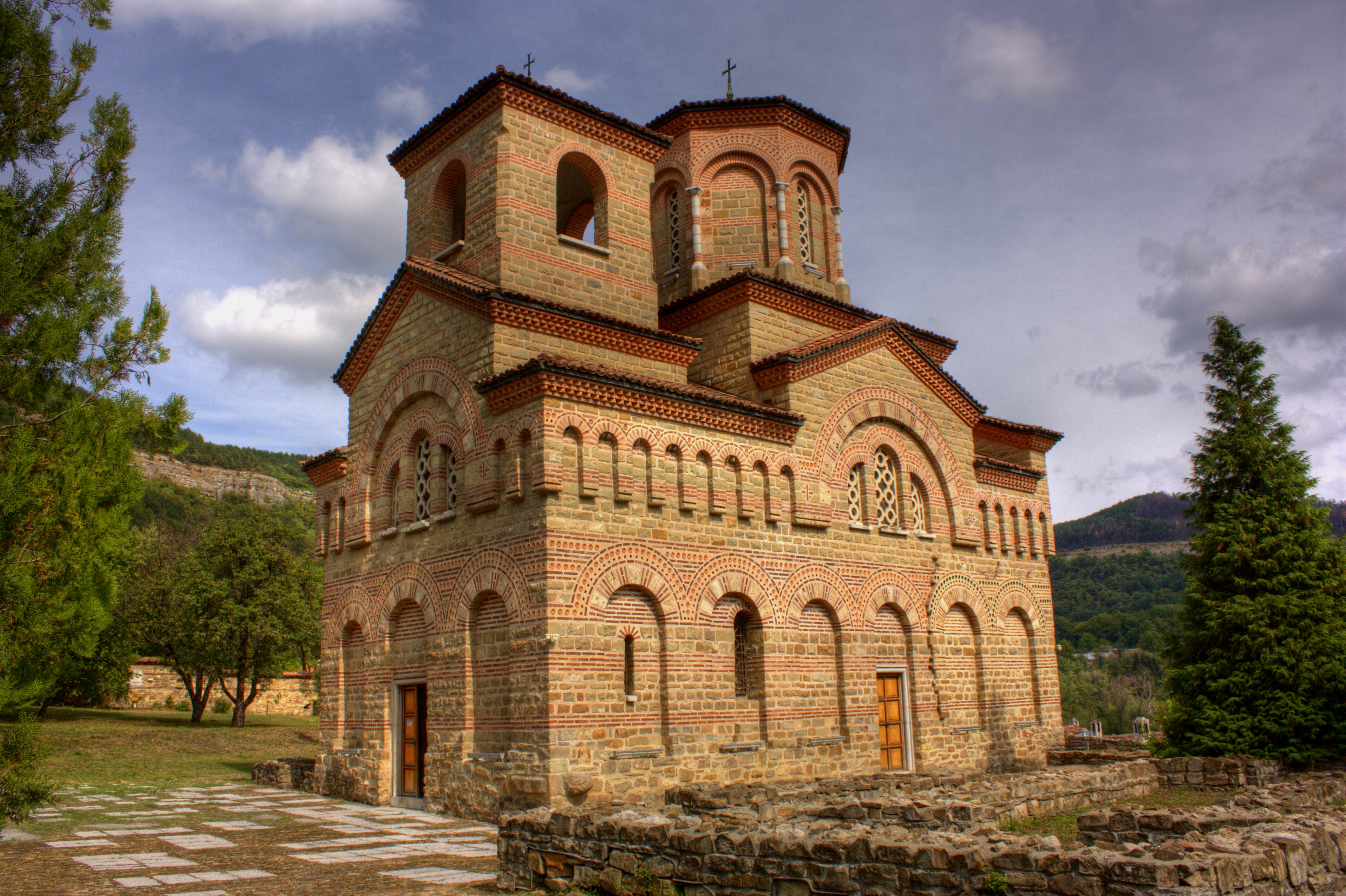
كنيسة القديس ديميتريوس في سالونيك

عمارة مدرسة تارنوفو الفنية هي مصطلح يعبر عن العمارة التي تطورت خلال الإمبراطورية البلغارية الثانية (1185-1396). في القرنين الثالث عشر والرابع عشر، حددت العاصمة تارنوفو تقدم العمارة البلغارية مع الحفاظ أو إعادة البناء للعديد من الصروح التي اظهرت مهارات المعماريين البلغاريين في العصور الوسطى، وتقنيات البناء والزخرفة التي استخدموها. ابتكر البنائون أسلوبًا معماريًا فريدًا، يُعرف باسم الطراز التارنوفوي (طراز تارنوفو)، الذي أثّر على العمارة في العديد من بلدان جنوب شرق أوروبا وأجزاء من وسط أوروبا. يمكن تقسيم مدرسة تارنوفو بأنماطها المعمارية المتنوعة إلى عدة فروع وفقًا لوظيفة المباني.

## العمارة الدينية

### التصميم
خلال الإمبراطورية البلغارية الثانية، لم يكن لدى الكنائس تصاميم كبيرة أو معقدة لأنها هدفت لتكون مكانًا للتوبة. كانت الكنائس ذات القبة الصليبية الصغيرة نسبيًا أو البازيليكا نموذجية في مدرسة تارنوفو للعمارة. ازداد ارتفاع الكنائس على حساب طولها وعرضها الصغيران، وبنيت غالبًا فوق قاعدة حجرية يبلغ ارتفاعها مترًا واحدًا. كمبدأ، يقع المدخل الرئيسي إلى الغرب. يتبع المدخل البريفور (رواق)، والناوس، والمذبح. في بعض الأحيان ارتفع برج جرس مستطيل صغير فوق الرواق («كنيسة القديس ديميتار سولون» في تارنوفو، الكنيسة في حصن أسن في أسينوفغراد، كنيسة المسيح الضابط الكل في نيسيبار). يمكن فصل الناوس إلى صحون (في البازيليك) مع أعمدة أو دعامات.
وفقًا لعدد الصحون، كانت الكنائس ذات صحن واحد (كنيسة القديس ديميتريوس في سالونيك، وفيليكو تارنوفو في حي آسن، تارنوفو، كنيسة بويانا)، أو صحنان («سانت إيفان ريلا» في ترابزيتسا، تارنوفو) أو ثلاثة صحون (كنيسة شهداء الأربعين في تارنوفو، «سانت نيكولا» في ميلنيك). في كنائس القبة الصليبية (كنيسة القديس جون أليتورجيتوس، وكنيسة المسيح بانتوكراتور، كلاهما في نيسيبار)، كانت القبة تقع فوق أربعة أعمدة متصلة بالجدران بأقواس. شُكل المذبح بواسطة قبوة نصف دائرية أو مضلعة. في بعض الكنائس فُصل المذبح إلى ثلاثة أجزاء واستخدمت الأجزاء الخارجية (تسمى بيما ودياكونيك) لحفظ لوحات الكنيسة والملابس والكتب بشكل آمن. في هذه الحالة كان هناك عادة قبوة ثلاثية. كانت القباب نصف دائرية ومبنية من الطوب. احتوت بعض الكنائس على أجزاء خارجية مثل صالات العرض (مثل كنيسة الأربعون شهيدًا، و«كنيسة القديسين بطرس وبافل» في تارنوفو)، ومصليات (كنيسة بويانا)، والمقابر وغيرها. لكنيسة «القديسة مريم العذراء من بيتريتش» في حصن أسن طابقين والجزء السفلي خدم بمثابة مقبرة.
كان هناك نوع مميز من الكنائس المسيحية ذات مخطط ثلاثي. تكون هذه الكنائس صغيرة، ذات صحن واحد ومع أو بدون مجاز. ميّز هذه الكنائس بشكل رئيسي الحنيات الثلاثة الموضوعة في الجدران الشرقية والجنوبية والشمالية للناوس. توضع القبة الصغيرة مباشرة على الجدران. يمكن العثور على الكنائس الكونكالية بشكل رئيسي في الأديرة ولكنها ليست متقنة. من الأمثلة على ذلك الكنيسة في دير «سانت آركانجيلز» في تران، و «سانت نيكولا مراتشكي» في دير بيشترسكي وغيرهما.

### الزخارف الزينية
المميز الرئيسي لعمارة مدرسة تارنوفو هي الزخرفة الزينية الغنية على الأسطح الخارجية للصروح. أُطلق على التقنية المستخدمة البناء المختلط، إذ تتناوب فيها أحزمة من الحجر والطوب مع بعضها البعض. هذه الطريقة كانت تراثًا من العمارة الرومانية (الخليط) ولكنها في هذه الحالة فقدت تطبيقها البنائي الأولي واُستخدمت بشكل أساسي لغرض فني. كان للجص أيضًا استخدام تزيني. اختار الباني أنواعًا مختلفة من الحجر (الحجر الجيري، الترافرتين، الرخام، الجرانيت)، وكان للطوب أشكال وأبعاد متنوعة ووُضع في وضعيات مختلفة لتشكيل تشابكات وأشكال زخرفية. اُستخدمت طريقة الخلية في بعض الأحيان وفيها تكون الكتلة الحجرية محاطة بالكامل بالطوب. طُلي الطوب باللون الأحمر من أجل زيادة التباين. قُسمت واجهات الكنائس بواسطة محارب عميقة (غالبًا بخطوتين) مزينة بالدعامات الطائرة والقناطر المقوسة. على عكس الكنائس في القسطنطينية، فإن المحارب في عمارة مدرسة تارنوفو لا تتفاعل مع التصميم الداخلي واستخدمت لغرض تزييني بحت. استخدمت أيضًا صفوف زخرفة إضافية من الدوائر الطينية وأربعة أوراق مزججة باللون الأخضر أو البني أو الأصفر أو البرتقالي. يعود أصول هذا النوع من الزخرفة إلى العمارة العربية. تتميز كنائس «القديس يوحنا أليتورجيتوس» و «المسيح بانتوكراتور» بزخرفة فخمة بشكل خاص.
في بعض الأحيان استخدم المهندسون الرسم لتزيين عناصر معينة. وُضع الجص ورُسم على محارب كنيسة القديس ديميتار من سولون. كانت الأسقف مغطاة بالبلاط أو ألواح الرصاص (الغطاء الأولي لكنيسة القديسين بطرس وبافل في تارنوفو)، وكانت القبة ضيقة وعالية وذات شكل دائري أو متعدد الأضلاع. تميزت القباب المضلعة بأعمدة صغيرة على الزوايا. كُمّل مظهر الكنائس بالمنحوتات واللوحات.

### الأديرة
خلال القرنيين الثالث عشر وخاصةً الرابع عشر ازدهر بناء الأديرة. بنيت الأديرة الصغيرة مثل دير الشهداء الأربعين وكذلك مجمعات الدير الكبيرة. كانت العديد من الأديرة تشبه القلاع بسبب الأوقات العصيبة آنذاك. عادة ما تكون بشكل مستطيل، وتحيط المباني بساحة تقع فيها الكنيسة الرئيسية. من الخارج كان لديهم جدران حجرية عالية مدعمة بواجهات مضادة، ومن الداخل كانت هناك صالات عرض مع العديد من الأروقة التي أدت إلى مساكن الرهبان. تضمنت مجمعات الدير مباني زراعية ومتاجر وورش عمل. من الأمثلة على هذا النوع دير زغراف في آثون، دير باتشكوفو بالقرب من أسينوفغراد أو دير ريلا. على الرغم من تدميرها عدة مرات، إلا أن المخطط الشامل تبع لاحقًا تقاليد الإمبراطورية البلغارية الثانية.

## العمارة العسكرية
خلال الإمبراطورية الثانية، كانت الحصون عادة ما تُبنى على مواقع صعب الوصول إليها (التلال أو الهضاب) وبالتالي اختلفت بشكل حاد عن البناء الضخم في شمال شرق البلاد من فترة الإمبراطورية البلغارية الأولى. بنيت جدران الحصون من الحجارة الملحومة مع الجص. كان لديهم وجهان ومُلء الفراغ بينهما بمزيج من الحصى والجص (الانسداد). بنيت سقالة خشبية من الداخل تحمي الجدران من الانهيار حتى يجف الانسداد. اختلف ارتفاع وسمك الجدران اعتمادًا على التضاريس ويمكن أن تختلف في الأجزاء المختلفة لمجمع قلعة واحد. كان للجزء العلوي من الجدران والأبراج قباب مستدقة. استخدمت الحصون المضادة كحماية إضافية من الانزلاق الأرضي.